# Ulagani járás
Az Ulagani járás (oroszul Улаганский район, délajtáj nyelven Улаган аймак) Oroszország egyik járása az Altaj köztársaságban. Székhelye Ulagan.

Az Ulagani járás az Altaj Köztársaságban

## Népesség
- 2002-ben 11 581 lakosa volt, akik közül 8523 altaj (1893 telengittel és 5 cselkánnal együtt), 2342 orosz, 517 kazah stb.
- 2010-ben 11 388 lakosa volt, akik közül 8785 altaj (2 426 telengittel, 9 tubalárral és 3 cselkánnal együtt), 1888 orosz, 428 kazah, 33 ukrán.